# ATC R06 – Szisztémás antihisztaminok
Az ATC R06 – Szisztémás antihisztaminok a gyógyszerek anatómiai, gyógyászati és kémiai osztályozási rendszerének (ATC) egyik alcsoportja.
| ATC R   | Légzőrendszer                            |
| ------- | ---------------------------------------- |
| ATC R01 | Nazális gyógyszerkészítmények            |
| ATC R02 | Gégészeti gyógyszerkészítmények          |
| ATC R03 | Obstruktív légúti betegségek gyógyszerei |
| ATC R05 | Köhögés és meghűlés gyógyszerei          |
| ATC R06 | Szisztémás antihisztaminok               |
| ATC R07 | Egyéb légzőrendszerre ható készítmények  |

## R06A 	Szisztémás antihisztaminok

### R06AA Amino-alkil-éterek
| ATC     | Magyar                       | INN                          | Gyógyszerkönyv                 |
| ------- | ---------------------------- | ---------------------------- | ------------------------------ |
| R06AA01 | Bromazin                     | Bromazine                    |                                |
| R06AA02 | Difenhidramin                | Diphenhydramine              | Diphenhydramini hydrochloridum |
| R06AA04 | Klemasztin                   | Clemastine                   | Clemastini fumaras             |
| R06AA06 | Klórfenoxamin                | Chlorphenoxamine             |                                |
| R06AA07 | Difenil-piralin              | Diphenylpyraline             |                                |
| R06AA08 | Karbinoxamin                 | Carbinoxamine                |                                |
| R06AA09 | Doxilamin                    | Doxylamine                   | Doxylamini hydrogenosuccinas   |
| R06AA52 | Difenhidramin, kombinációk   | Difenhidramin, kombinációk   |                                |
| R06AA54 | Klemasztin, kombinációk      | Klemasztin, kombinációk      |                                |
| R06AA56 | Klórfenoxamin, kombinációk   | Klórfenoxamin, kombinációk   |                                |
| R06AA57 | Difenil-piralin, kombinációk | Difenil-piralin, kombinációk |                                |
| R06AA59 | Doxilamin, kombinációk       | Doxilamin, kombinációk       |                                |

### R06ABSzubsztituált alkilaminok
| ATC     | Magyar                        | INN                           | Gyógyszerkönyv             |
| ------- | ----------------------------- | ----------------------------- | -------------------------- |
| R06AB01 | Brómfeniramin                 | Brompheniramine               | Brompheniramini maleas     |
| R06AB02 | Dexklórfeniramin              | Dexchlorpheniramine           | Dexchlorpheniramini maleas |
| R06AB03 | Dimetindén                    | Dimetindene                   | Dimetindeni maleas         |
| R06AB04 | Klórfenamin                   | Chlorphenamine                | Chlorphenamini maleas      |
| R06AB05 | Feniramin                     | Pheniramine                   | Pheniramini maleas         |
| R06AB06 | Dexbrómfeniramin              | Dexbrompheniramine            |                            |
| R06AB07 | Talasztin                     | Talastine                     |                            |
| R06AB51 | Brómfeniramin, kombinációk    | Brómfeniramin, kombinációk    |                            |
| R06AB52 | Dexklórfeniramin, kombinációk | Dexklórfeniramin, kombinációk |                            |
| R06AB54 | Klórfenamin, kombinációk      | Klórfenamin, kombinációk      |                            |
| R06AB56 | Dexbrómfeniramin, kombinációk | Dexbrómfeniramin, kombinációk |                            |

### R06AC Szubsztituált etilén-diaminok
| ATC     | Magyar                      | INN                         | Gyógyszerkönyv    |
| ------- | --------------------------- | --------------------------- | ----------------- |
| R06AC01 | Mepiramin                   | Mepyramine                  | Mepyramini maleas |
| R06AC02 | Hisztapirrodin              | Histapyrrodine              |                   |
| R06AC03 | Klór-piramin                | Chloropyramine              |                   |
| R06AC04 | Tripelennamin               | Tripelennamine              |                   |
| R06AC05 | Metapirilén                 | Methapyrilene               |                   |
| R06AC06 | Tonzilamin                  | Thonzylamine                |                   |
| R06AC52 | Hisztapirrodin, kombinációk | Hisztapirrodin, kombinációk |                   |
| R06AC53 | Klór-piramin, kombinációk   | Klór-piramin, kombinációk   |                   |

### R06ADFenotiazin-származékok
| ATC     | Magyar                              | INN                                 | Gyógyszerkönyv              |
| ------- | ----------------------------------- | ----------------------------------- | --------------------------- |
| R06AD01 | Alimemazin                          | Alimemazine                         |                             |
| R06AD02 | Prometazin                          | Promethazine                        | Promethazini hydrochloridum |
| R06AD03 | Tietilperazin                       | Thiethylperazine                    |                             |
| R06AD04 | Metdilazin                          | Methdilazine                        |                             |
| R06AD05 | Hidroxietilprometazin               | Hydroxyethylpromethazine            |                             |
| R06AD06 | Tiazinam                            | Thiazinam                           |                             |
| R06AD07 | Mekvitazin                          | Mequitazine                         |                             |
| R06AD08 | Oxomemazin                          | Oxomemazine                         |                             |
| R06AD09 | Izotipendil                         | Isothipendyl                        |                             |
| R06AD52 | Prometazin kombinációban            | Prometazin kombinációban            |                             |
| R06AD55 | Hidroxietilprometazin kombinációban | Hidroxietilprometazin kombinációban |                             |

### R06AEPiperazin-származékok
| ATC     | Magyar                | INN                   | Gyógyszerkönyv                |
| ------- | --------------------- | --------------------- | ----------------------------- |
| R06AE01 | Buklizin              | Buclizine             |                               |
| R06AE03 | Ciklizin              | Cyclizine             | Cyclizini hydrochloridum      |
| R06AE04 | Klórciklizin          | Chlorcyclizine        | Chlorcyclizini hydrochloridum |
| R06AE05 | Meklozin              | Meclozine             | Meclozini hydrochloridum      |
| R06AE06 | Oxatomid              | Oxatomide             |                               |
| R06AE07 | Cetirizin             | Cetirizine            | Cetirizini dihydrochloridum   |
| R06AE09 | Levocetirizin         | Levocetirizine        | Cetirizini dihydrochloridum   |
| R06AE51 | Buklizin, kombinációk | Buklizin, kombinációk |                               |
| R06AE53 | Ciklizin, kombinációk | Ciklizin, kombinációk |                               |
| R06AE55 | Meklozin, kombinációk | Meklozin, kombinációk |                               |

### R06AX 	Egyéb szisztémás antihisztaminok
| ATC     | Magyar                    | INN                       | Gyógyszerkönyv                |
| ------- | ------------------------- | ------------------------- | ----------------------------- |
| R06AX01 | Bamipin                   | Bamipine                  |                               |
| R06AX02 | Ciproheptadin             | Cyproheptadine            | Cyproheptadini hydrochloridum |
| R06AX03 | Thenalidin                | Thenalidine               | Thenalidinum tartaricum       |
| R06AX04 | Fenindamin                | Phenindamine              |                               |
| R06AX05 | Antazolin                 | Antazoline                | Antazolini hydrochloridum     |
| R06AX07 | Triprolidin               | Triprolidine              |                               |
| R06AX08 | Pirrobutamin              | Pyrrobutamine             |                               |
| R06AX09 | Azatadin                  | Azatadine                 |                               |
| R06AX11 | Asztemizol                | Astemizole                |                               |
| R06AX12 | Terfenadin                | Terfenadine               | Terfenadinum                  |
| R06AX13 | Loratadin                 | Loratadine                |                               |
| R06AX15 | Mebhidrolin               | Mebhydrolin               |                               |
| R06AX16 | Deptropin                 | Deptropine                | Deptropini citras             |
| R06AX17 | Ketotifén                 | Ketotifen                 | Ketotifeni hydrogenofumaras   |
| R06AX18 | Akrivasztin               | Acrivastine               |                               |
| R06AX19 | Azelasztin                | Azelastine                | Azelastini hydrochloridum     |
| R06AX21 | Tritokvalin               | Tritoqualine              |                               |
| R06AX22 | Ebasztin                  | Ebastine                  | Ebastinum                     |
| R06AX23 | Pimetixén                 | Pimethixene               |                               |
| R06AX24 | Epinasztin                | Epinastine                |                               |
| R06AX25 | Mizolasztin               | Mizolastine               |                               |
| R06AX26 | Fexofenadin               | Fexofenadine              |                               |
| R06AX27 | Dezloratadin              | Desloratadine             |                               |
| R06AX28 | Rupatadin                 | Rupatadine                |                               |
| R06AX29 | Bilasztin                 | Bilastine                 |                               |
| R06AX31 | Kvifenadin                | Quifenadine               |                               |
| R06AX32 | Szekvifenadin             | Sequifenadine             |                               |
| R06AX53 | Tenalidin, kombinációk    | Tenalidin, kombinációk    |                               |
| R06AX58 | Pirrobutamin, kombinációk | Pirrobutamin, kombinációk |                               |